# Muskegon Heights
Muskegon Heights város USA Michigan államában, Muskegon megyében. Lakosainak száma 9917 fő (2020. április 1.).

## Története
A városnak fűrészmalmai voltak. 1938-ban a város kiadta a „Muskegon Heights város kronológiai története” című könyvet.
2023-ban Bonnie McGlothint választották polgármesternek Walter Watt utódjaként.

## Népesség
A település népességének változása:
| Lakosok száma | 1012 | 12 049 | 10 856 | 9917 |
|               | 1900 | 2000   | 2010   | 2020 |